# IC 235
IC 235 је галаксија у сазвјежђу Ован која се налази на листи објеката дубоког неба у Индекс каталогу.
Деклинација објекта је + 20° 38' 29" а ректасцензија 2h 32m 50,8s. Привидна величина (магнитуда) објекта IC 235 износи 14,0 а фотографска магнитуда 15,0. IC 235 је још познат и под ознакама UGC 2016, MK 368, CGCG 462-22, IRAS 02300+2025, PGC 9698.